# Veteropsyche gelhausi
Veteropsyche gelhausi là một loài Trichoptera hóa thạch trong họ Polycentropodidae.